# Денна
Денна — река в России, протекает в Ямало-Ненецком АО. Устье реки находится в 277 км по правому берегу реки Вынгапур. Длина реки составляет 32 км. Гидроним восходит к лесн. нен. Дённа — «оградившая (река)».

## Данные водного реестра
По данным государственного водного реестра России относится к Нижнеобскому бассейновому округу, водохозяйственный участок реки — Пур. Речной бассейн реки — Пур.
Код объекта в государственном водном реестре — 15040000112115300055868.